# The Best of Michael Jackson
The Best of Michael Jackson je kompilacija najvećih hitova američkog izvođača Majkla Džeksona koju je 1975. godine izdala njegova bivša kuća, Motaun rekords. Album je prodat u oko 2,2 miliona kopija i nalazio se na 44. mestu američke ritam i bluz liste. Kolekcija najvećih hitova Majkla Džeksona je bila prva kompilacija njegovih pesama, izdata 8. decembra 1972. godine.

## Spisak pesama
1. „“ (ljubavna tema iz Lady Sings the Blues)